# German Open 1988
Die German Open (Badminton) 1988 im Badminton fanden vom 4. bis zum 6. März 1988 in Düsseldorf, Deutschland, statt. Mit einem Preisgeld von 35.000 US-Dollar wurde das Turnier als 2-Sterne-Turnier in der Grand-Prix-Wertung eingestuft.

## Sieger und Platzierte
| Disziplin    | Gold                         | Silber                       | Bronze                                 |
| ------------ | ---------------------------- | ---------------------------- | -------------------------------------- |
| Herreneinzel | Morten Frost                 | Xiong Guobao                 | Jens Peter Nierhoff                    |
| Herreneinzel | Morten Frost                 | Xiong Guobao                 | Darren Hall                            |
| Dameneinzel  | Han Aiping                   | Kirsten Larsen               | Pernille Nedergaard                    |
| Dameneinzel  | Han Aiping                   | Kirsten Larsen               | Qian Ping                              |
| Herrendoppel | Steen Fladberg Jan Paulsen   | Chen Hongyong Chen Kang      | Jan-Eric Antonsson Pär-Gunnar Jönsson  |
| Herrendoppel | Steen Fladberg Jan Paulsen   | Chen Hongyong Chen Kang      | Sawei Chanseorasmee Sakrapee Thongsari |
| Damendoppel  | Lao Yujing Zheng Yuli        | Gillian Clark Gillian Gowers | Dorte Kjær Nettie Nielsen              |
| Damendoppel  | Lao Yujing Zheng Yuli        | Gillian Clark Gillian Gowers | Maria Bengtsson Christine Magnusson    |
| Mixed        | Steen Fladberg Gillian Clark | Martin Dew Gillian Gilks     | Henrik Svarrer Dorte Kjær              |
| Mixed        | Steen Fladberg Gillian Clark | Martin Dew Gillian Gilks     | Jesper Knudsen Nettie Nielsen          |

## Finalresultate
| Disziplin    | Sieger                       | Finalist                     | Ergebnis          |
| ------------ | ---------------------------- | ---------------------------- | ----------------- |
| Herreneinzel | Morten Frost                 | Xiong Guobao                 | 15:4, 15:6        |
| Dameneinzel  | Han Aiping                   | Kirsten Larsen               | 11:8, 11:9        |
| Herrendoppel | Steen Fladberg Jan Paulsen   | Chen Hongyong Chen Kang      | 15:8, 6:15, 18:13 |
| Damendoppel  | Lao Yujing Zheng Yuli        | Gillian Clark Gillian Gowers | 15:8, 3:15, 15:4  |
| Mixed        | Steen Fladberg Gillian Clark | Martin Dew Gillian Gilks     | 9:15, 18:14, 15:4 |